# 第一次西園寺內閣
第一次西園寺內閣（日语：／ Daiichiji Saionji Naikaku */?）是日本立憲政友會總裁西園寺公望就任第12任內閣總理大臣（首相）後，自1906年（明治39年）1月7日至1908年7月14日組成的內閣。

## 概要
1905年9月，日本在對俄羅斯帝國的日俄戰爭中取得勝利。雙方在時任美國總統狄奧多·羅斯福的協調下，於美國新罕布夏州的樸茨茅斯簽訂《樸茨茅斯條約》。儘管日本通過此條約取得許多權利，但由於日方未索取賠償金，條約內容也與日本在戰爭中的損失相差甚大，使當時由桂太郎領導的第一次桂內閣受到民眾及政府右翼人士的抨擊，更引發了明治維新後最大的民間抗爭日比谷縱火事件，使東京被迫戒嚴；事後更逮捕了兩千多人，其中被起訴者多達三百八十餘人。第一次桂內閣聲勢因而更加低落，終被迫於次年1月總辭；桂太郎推薦明治維新功臣之一，出身公家、時任立憲政友會總裁的好友西園寺公望繼任。在經明治天皇同意任命後，西園寺於1906年1月就任為內閣總理大臣。
1908年6月，日本社會主義人士由於在集會中公開展示大面紅色旗幟，被警方認為「對天皇不敬」，雙方發生激烈衝突，並演變為大規模械鬥。其中荒畑寒村、大杉榮及堺利彥等14人更因而遭到警方逮捕，並分別被判處1年6個月至2年6個月的有期徒刑，史稱赤旗事件。赤旗事件使第一次西園寺內閣受到輿論及政府內保守派人士抨擊，最終總辭下台，並在「情意投合」協議下推薦桂太郎再度出馬組閣。

## 內閣成員
除部分特殊情況外，本內閣閣員皆於1906年1月7日就任。

### 國務大臣
| 職位名       | 任數 | 姓名及肖像 | 姓名及肖像 | 出身                         | 其它職務                                  | 備註                                |
| ------------ | ---- | ---------- | ---------- | ---------------------------- | ----------------------------------------- | ----------------------------------- |
| 內閣總理大臣 | 12   | 西園寺公望 |            | 立憲政友會 侯爵              | 臨時兼任外務大臣及文部大臣 立憲政友會總裁 | 無                                  |
| 外務大臣     | 13   | 加藤高明   |            | 外務省                       | 無                                        | 1906年3月3日卸任                    |
| 外務大臣     | -    | 西園寺公望 |            | 立憲政友會 侯爵              | 內閣總理大臣                              | 1906年3月3日就任 1906年5月19日卸任  |
| 外務大臣     | 14   | 林董       |            | 外務省 子爵                  | 無                                        | 初次入閣 1906年5月19日就任          |
| 内務大臣     | 21   | 原敬       |            | 眾議院 立憲政友會            | 兼任遞信大臣                              | 無                                  |
| 大藏大臣     | 11   | 阪谷芳郎   |            | 大藏省                       | 無                                        | 初次入閣 1908年1月14日卸任          |
| 大藏大臣     | 12   | 松田正久   |            | 眾議院 立憲政友會            | 司法大臣                                  | 1908年1月14日就任                   |
| 陸軍大臣     | 7    | 寺内正毅   |            | 陸軍中將                     | 無                                        | 自上任內閣留任                      |
| 海軍大臣     | 6    | 齋藤實     |            | 海軍中將 男爵                | 無                                        | 初次入閣                            |
| 司法大臣     | 13   | 松田正久   |            | 眾議院 立憲政友會            | 兼任大藏大臣                              | 1908年3月25日卸任                   |
| 司法大臣     | 14   | 千家尊福   |            | 貴族院 無黨籍（木曜會） 男爵 | 無                                        | 初次入閣 1908年3月25日就任          |
| 文部大臣     | -    | 西園寺公望 |            | 立憲政友會 侯爵              | 內閣總理大臣                              | 1906年3月27日卸任                   |
| 文部大臣     | 20   | 牧野伸顯   |            | 男爵                         | 無                                        | 初次入閣 1906年3月27日就任          |
| 農商務大臣   | 20   | 松岡康毅   |            | 貴族院 無黨籍                | 無                                        | 初次入閣                            |
| 遞信大臣     | 15   | 山縣伊三郎 |            | 內務省                       | 無                                        | 初次入閣 1908年1月14日卸任          |
| 遞信大臣     | 16   | 原敬       |            | 眾議院 立憲政友會            | 內務大臣                                  | 1908年1月14日就任 1908年3月25日卸任 |
| 遞信大臣     | 17   | 堀田正養   |            | 貴族院 無黨籍（研究會）      | 無                                        | 初次入閣 1908年3月25日就任          |

### 其它
| 職位名         | 任數 | 姓名及肖像 | 姓名及肖像 | 出身          | 其它職務     | 備註              |
| -------------- | ---- | ---------- | ---------- | ------------- | ------------ | ----------------- |
| 內閣書記官長   | 13   | 石渡敏一   |            | 司法省        | 無           | 1908年1月4日卸任  |
| 內閣書記官長   | 14   | 南弘       |            | 內務省        | 無           | 1908年1月4日就任  |
| 內閣法制局長官 | 10   | 一木喜德郎 |            | 貴族院 無黨籍 | 內閣恩給局長 | 1906年1月13日卸任 |
| 內閣法制局長官 | 11   | 岡野敬次郎 |            | 農商務省      | 內閣恩給局長 | 1906年1月13日就任 |

## 外部連結
- 首相官邸 第一次西園寺內閣閣僚名簿 （页面存档备份，存于） （日語）